# World RX de Gran Bretaña 2016
El World RX de Gran Bretaña es una prueba de Rallycross en Gran Bretaña válida para el Campeonato Mundial de Rallycross. Se celebró en el Circuito de Lydden Hill en Wootton, Kent, Gran Bretaña
Mattias Ekström consiguió su tercera victoria consecutiva de la temporada a bordo de su Audi S1, seguido de Petter Solberg y Timmy Hansen.
En RX Lites ganó el francés Cyril Raymond, seguido de Thomas Bryntesson y Simon Olofsson.

## Supercar

### Series

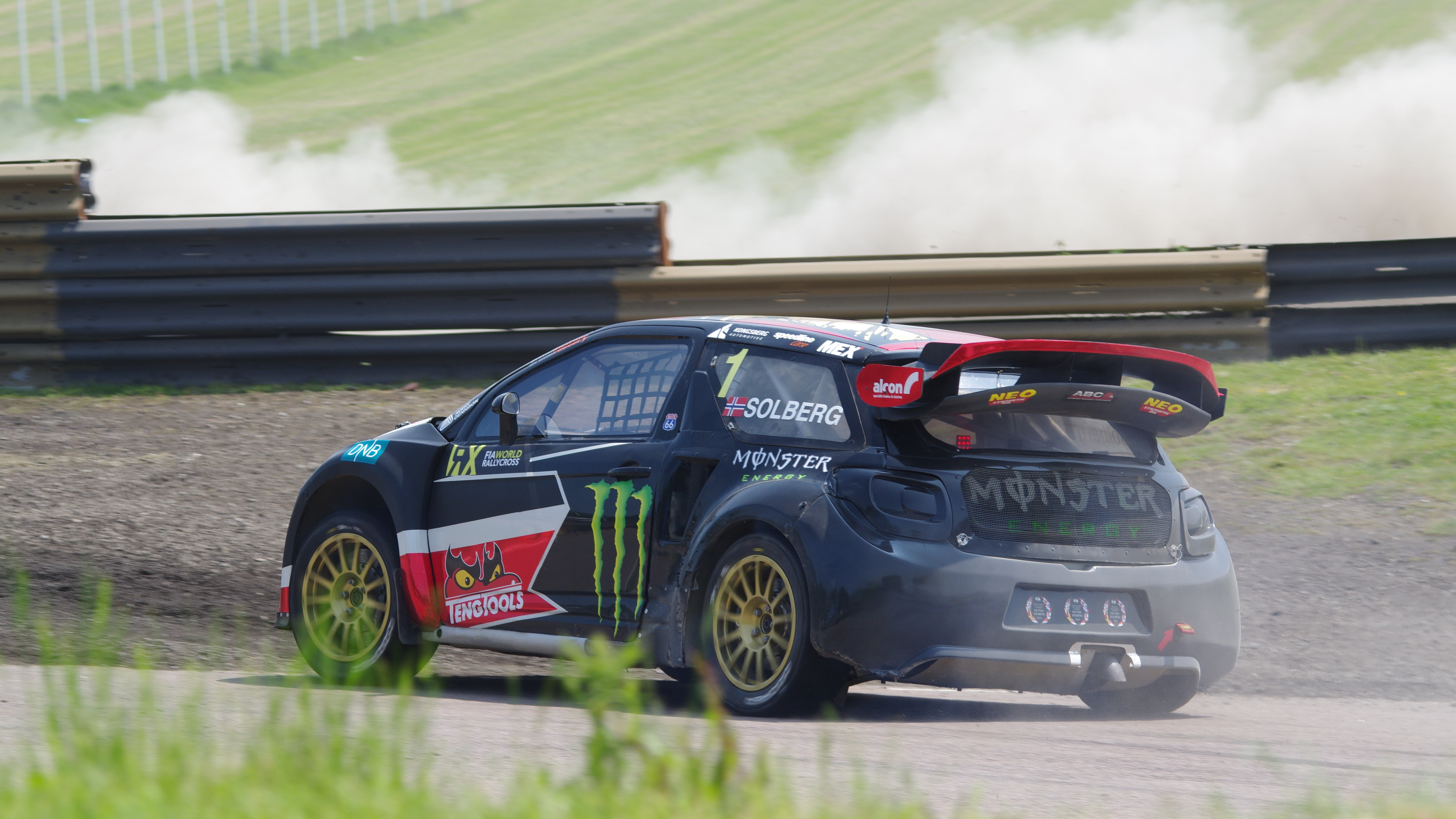
Petter Solberg

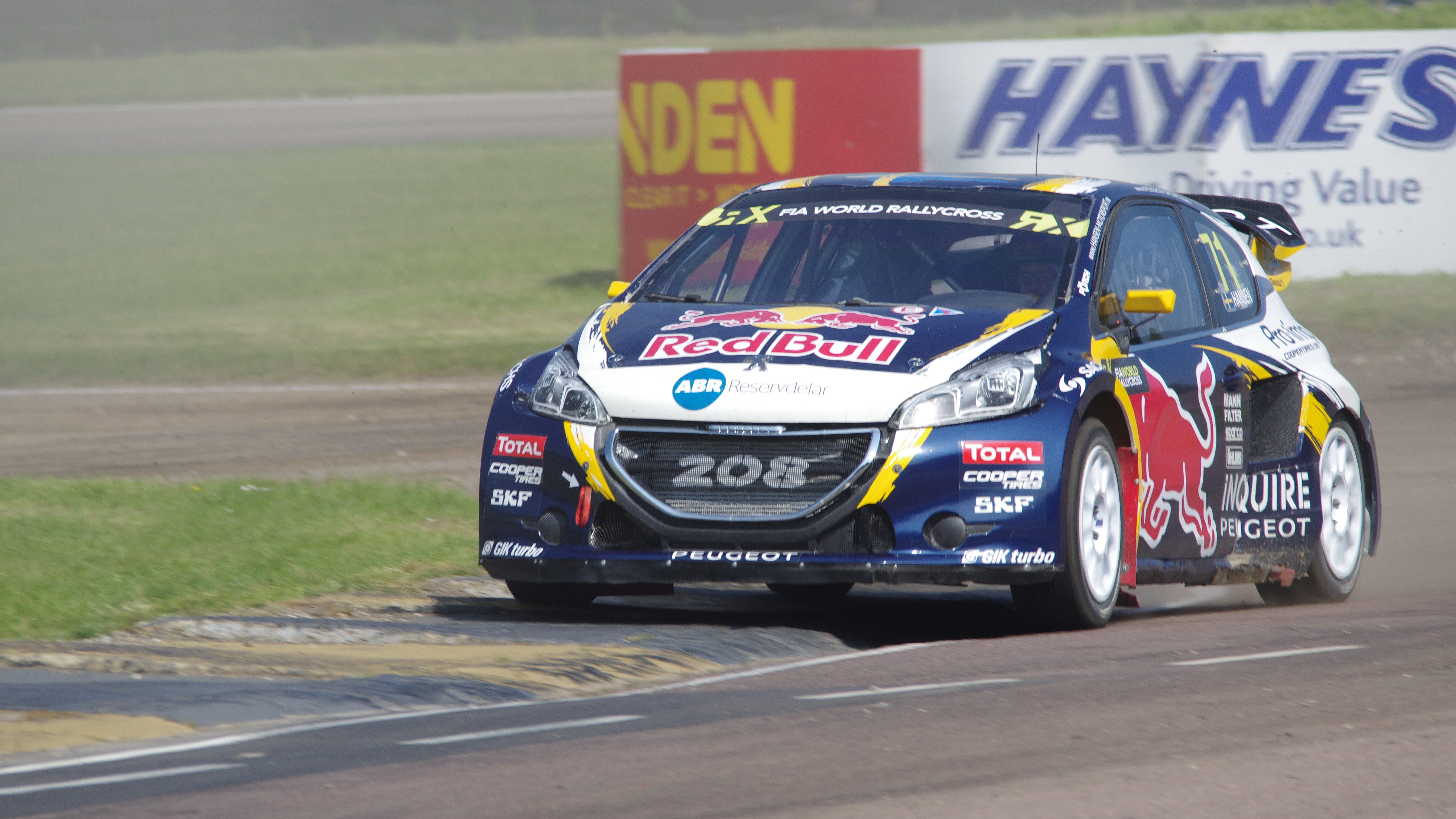
Kevin Hansen

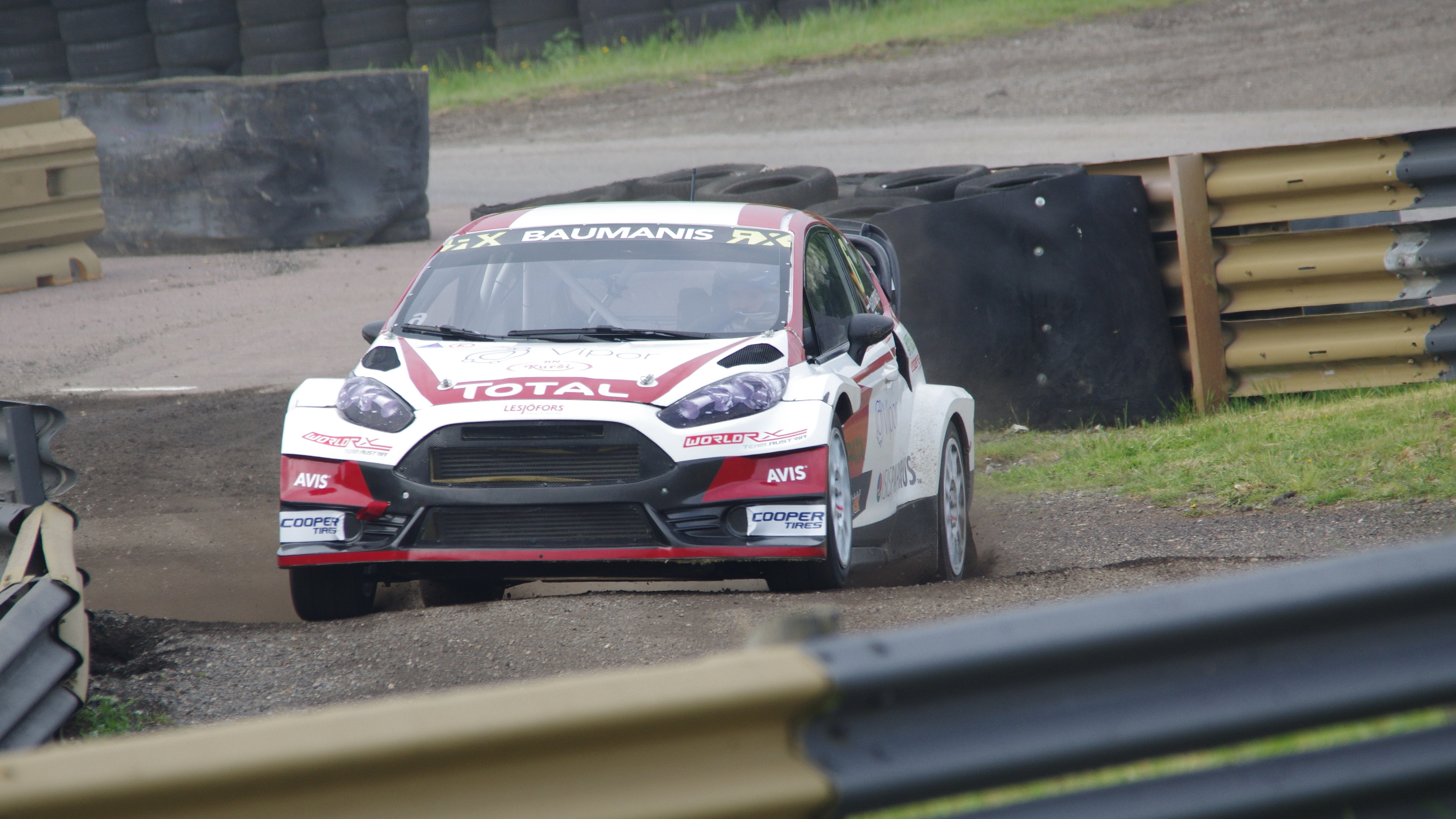
Jānis Baumanis

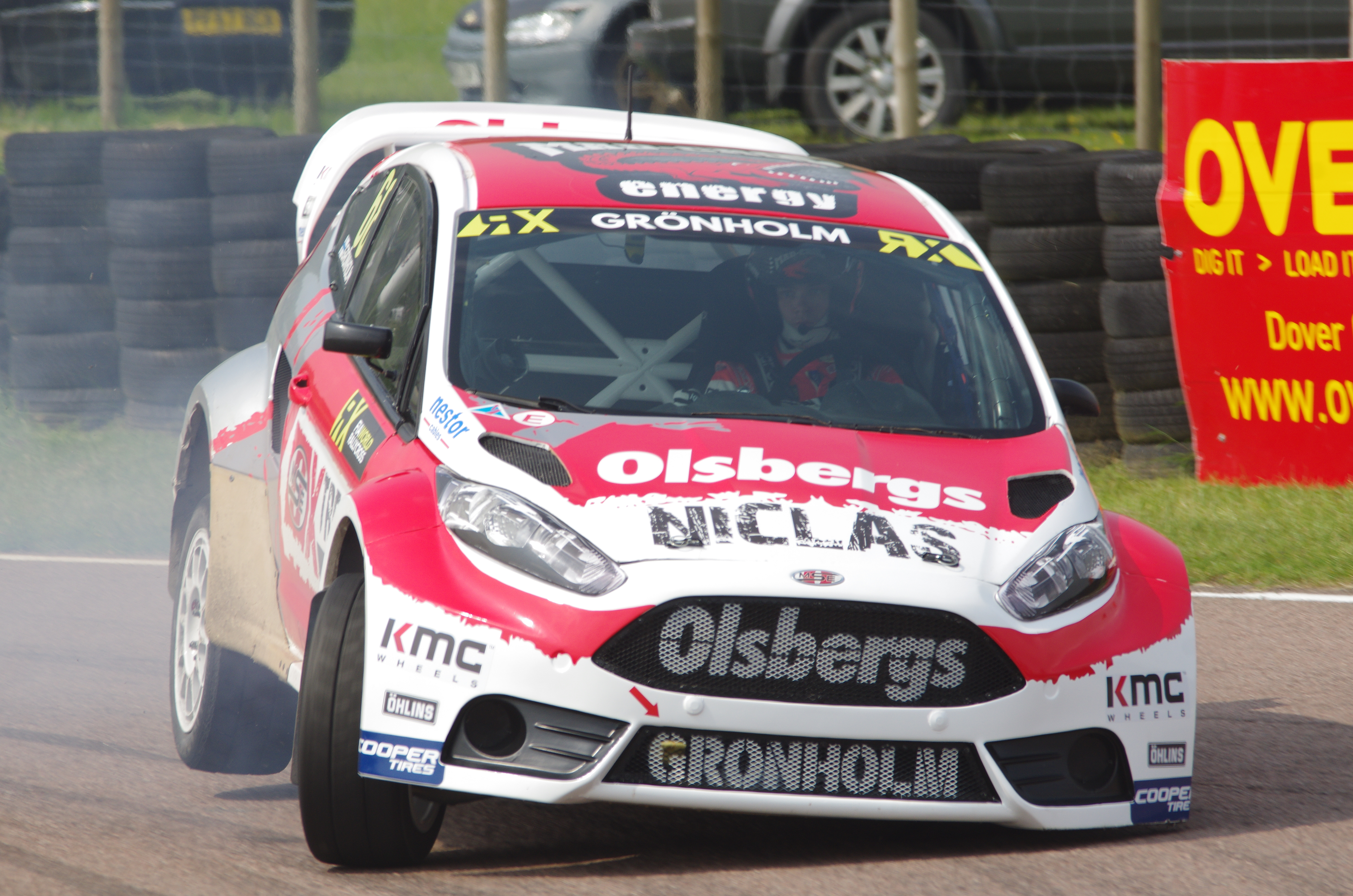
Niclas Grönholm

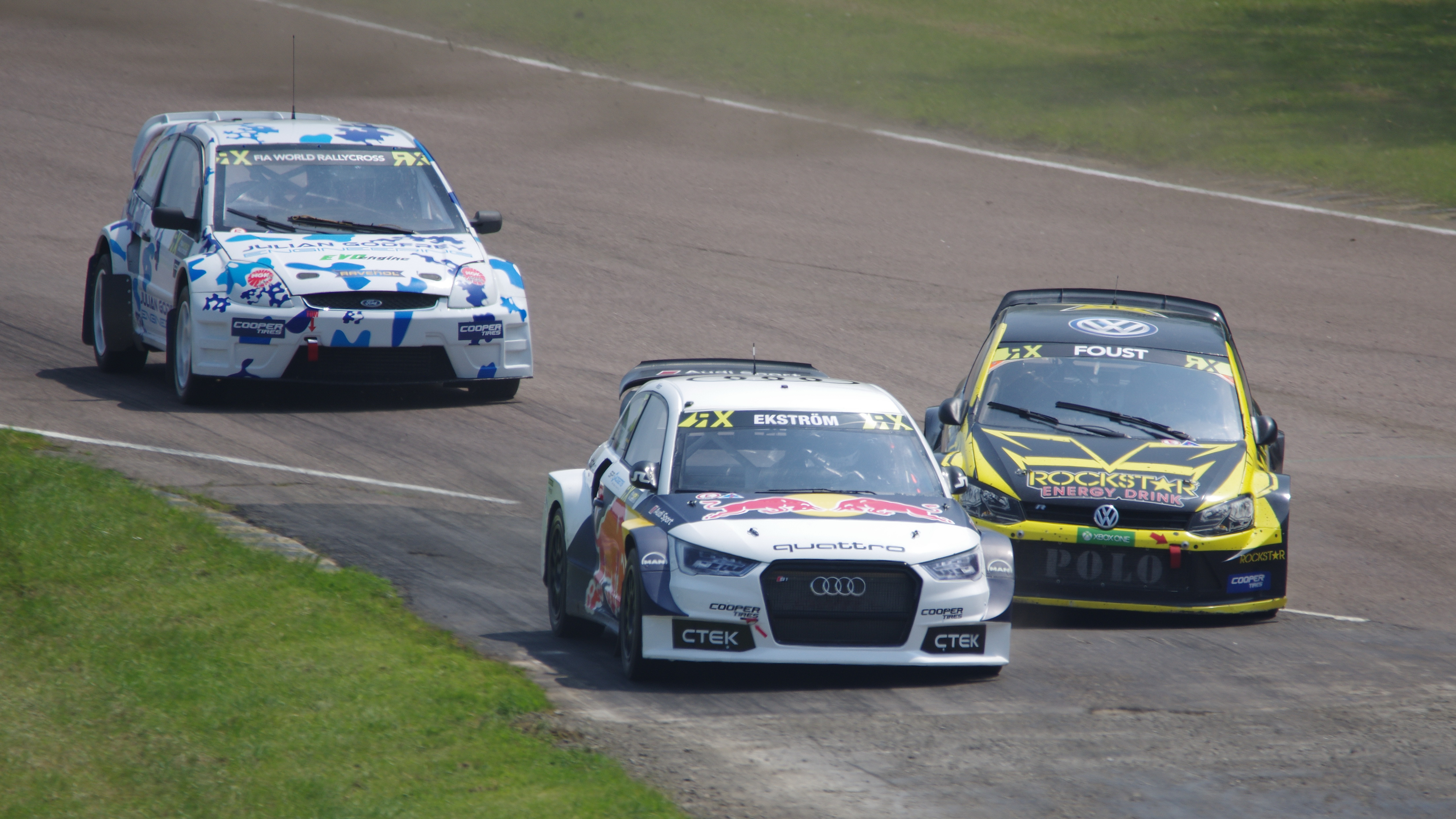
Mattias Ekström, Tanner Foust y Julian Godfrey

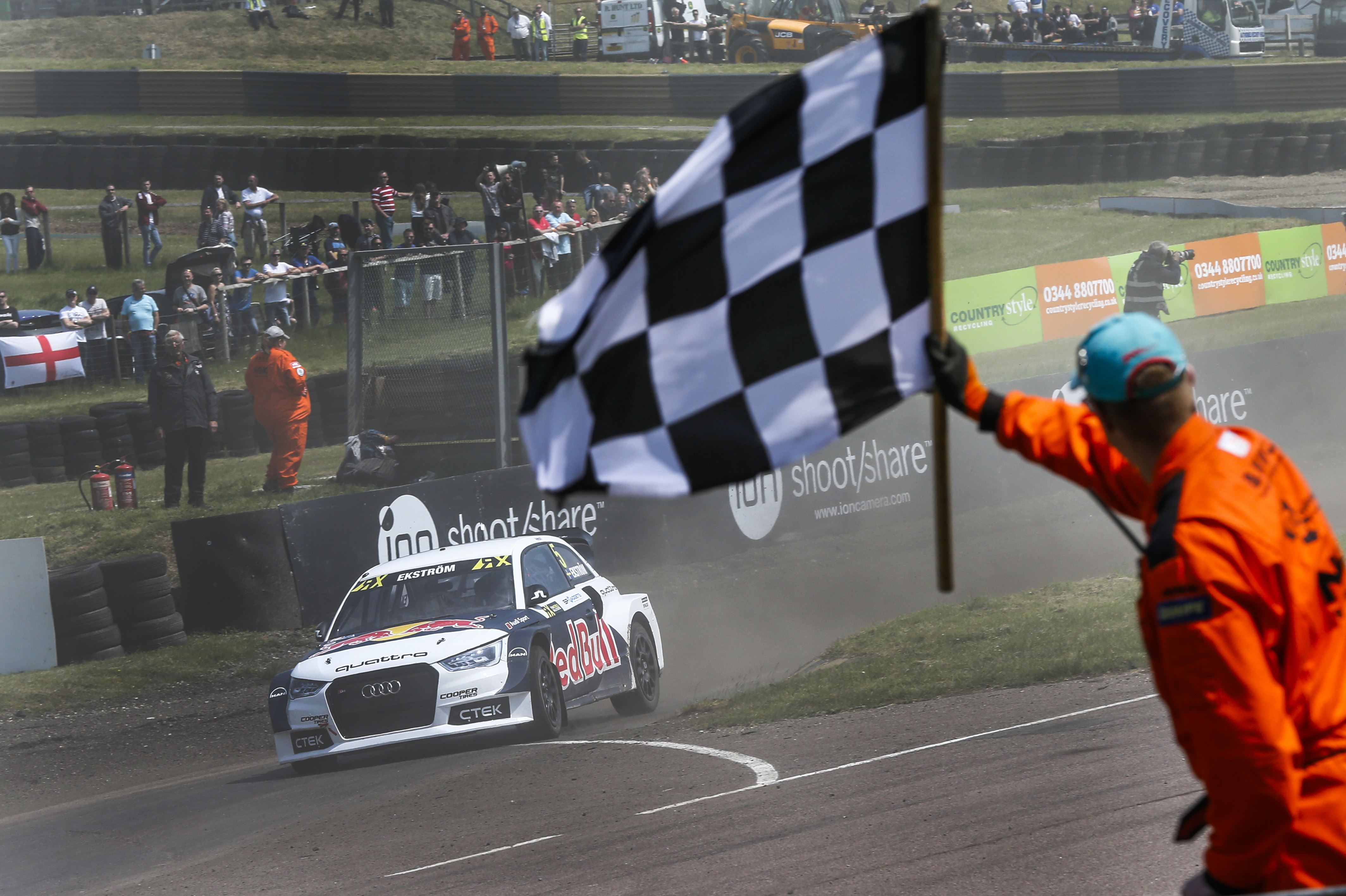
Fue la tercera victoria consecutiva para Ekström, quien mantuvo su ventaja de cinco puntos a Solberg en el campeonato

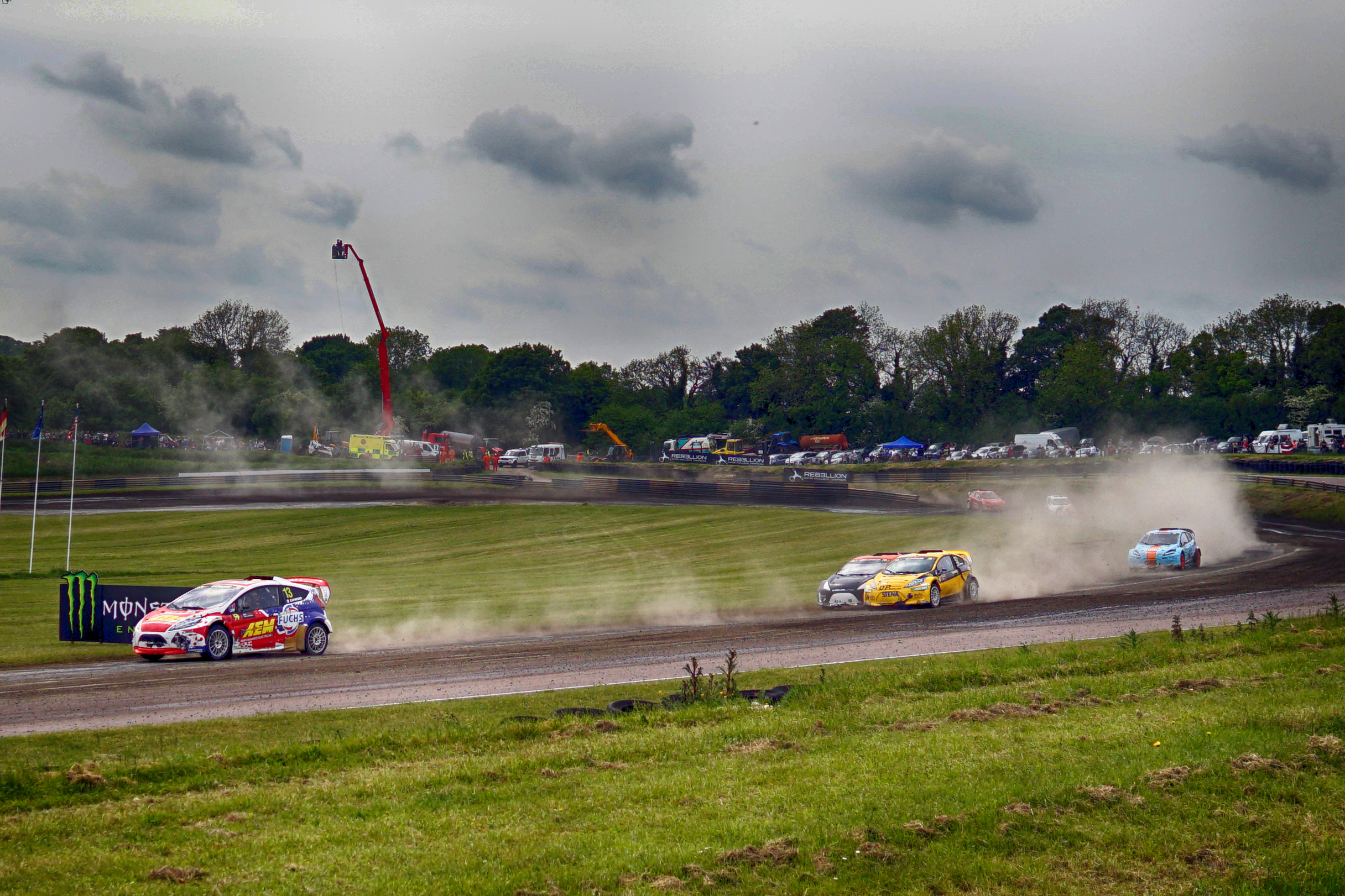
Cyril Raymond lidera la final de RX Lites, que posteriormente ganó

| Pos. | No. | Piloto               | Equipo                          | Auto                | Q1  | Q2  | Q3  | Q4  | Pts |
| ---- | --- | -------------------- | ------------------------------- | ------------------- | --- | --- | --- | --- | --- |
| 1    | 1   | Petter Solberg       | Petter Solberg World RX Team    | Citroën DS3         | 1º  | 1º  | 1º  | 2º  | 16  |
| 2    | 13  | Andreas Bakkerud     | Hoonigan Racing Division        | Ford Focus RS       | 4º  | 4º  | 6º  | 1º  | 15  |
| 3    | 21  | Timmy Hansen         | Team Peugeot-Hansen             | Peugeot 208         | 11º | 2º  | 2º  | 4º  | 14  |
| 4    | 5   | Mattias Ekström      | EKS RX                          | Audi S1             | 2º  | 3º  | 3º  | 18º | 13  |
| 5    | 57  | Toomas Heikkinen     | EKS RX                          | Audi S1             | 7º  | 6º  | 7º  | 3º  | 12  |
| 6    | 3   | Johan Kristoffersson | Volkswagen RX Sweden            | Volkswagen Polo     | 5º  | 10º | 4º  | 6º  | 11  |
| 7    | 71  | Kevin Hansen         | Peugeot Hansen Academy          | Peugeot 208         | 8º  | 7º  | 8º  | 7º  | 10  |
| 8    | 7   | Timur Timerzyanov    | World RX Team Austria           | Ford Fiesta         | 9º  | 21º | 5º  | 5º  | 9   |
| 9    | 96  | Kevin Eriksson       | Olsbergs MSE                    | Ford Fiesta ST      | 15º | 9º  | 13º | 9º  | 8   |
| 10   | 9   | Sébastien Loeb       | Team Peugeot-Hansen             | Peugeot 208         | 17º | 5º  | 19º | 8º  | 7   |
| 11   | 92  | Anton Marklund       | Volkswagen RX Sweden            | Volkswagen Polo     | 3º  | 14º | 21º | 13º | 6   |
| 12   | 6   | Jānis Baumanis       | World RX Team Austria           | Ford Fiesta         | 6º  | 20º | 10º | 15º | 5   |
| 13   | 17  | Davy Jeanney         | Peugeot Hansen Academy          | Peugeot 208         | 20º | 13º | 9º  | 11º | 4   |
| 14   | 43  | Ken Block            | Hoonigan Racing Division        | Ford Focus RS       | 16º | 8º  | 17º | 12º | 3   |
| 15   | 4   | Robin Larsson        | Larsson Jernberg Motorsport     | Audi A1             | 10º | 18º | 16º | 10º | 2   |
| 16   | 68  | Niclas Grönholm      | Olsbergs MSE                    | \| Ford Fiesta ST   | 12º | 19º | 11º | 16º | 1   |
| 17   | 37  | Guy Wilks            | Guy Wilks                       | Ford Fiesta         | 18º | 11º | 15º | 21º |     |
| 18   | 55  | René Münnich         | All-Inkl.com Münnich Motorsport | SEAT Ibiza          | 22º | 12º | 18º | 17º |     |
| 19   | 33  | Liam Doran           | JRM Racing                      | BMW MINI Countryman | 19º | 16º | 14º | 20º |     |
| 20   | 51  | Julian Godfrey       | Julian Godfrey                  | Ford Fiesta         | 21º | 17º | 20º | 19º |     |
| 21   | 15  | Reinis Nitišs        | All-Inkl.com Münnich Motorsport | SEAT Ibiza          | 13º | 22º | 12º | 14º |     |
| 22   | 34  | Tanner Foust         | Volkswagen RX Sweden            | Volkswagen Polo     | 14º | 15º | 22º | 22º |     |

### Semifinales
Semifinal 1
| Pos. | No. | Piloto           | Equipo                       | Tiempo   | Pts |
| ---- | --- | ---------------- | ---------------------------- | -------- | --- |
| 1    | 1   | Petter Solberg   | Petter Solberg World RX Team | 4:18.164 | 6   |
| 2    | 21  | Timmy Hansen     | Team Peugeot-Hansen          | +1.515   | 5   |
| 3    | 71  | Kevin Hansen     | Peugeot Hansen Academy       | +3.623   | 4   |
| 4    | 96  | Kevin Eriksson   | Olsbergs MSE                 | +4.980   | 3   |
| 5    | 57  | Toomas Heikkinen | EKS RX                       | +5.287   | 2   |
| 6    | 92  | Anton Marklund   | Volkswagen RX Sweden         | +10.088  | 1   |

Semifinal 2
| Pos. | No. | Piloto               | Equipo                   | Tiempo   | Pts |
| ---- | --- | -------------------- | ------------------------ | -------- | --- |
| 1    | 5   | Mattias Ekström      | EKS RX                   | 4:16.462 | 6   |
| 2    | 13  | Andreas Bakkerud     | Hoonigan Racing Division | +0.515   | 5   |
| 3    | 7   | Timur Timerzyanov    | World RX Team Austria    | +3.069   | 4   |
| 4    | 6   | Jānis Baumanis       | World RX Team Austria    | +3.963   | 3   |
| 5    | 9   | Sébastien Loeb       | Team Peugeot-Hansen      | +9.929   | 2   |
| 6    | 3   | Johan Kristoffersson | Volkswagen RX Sweden     | DNF      | 1   |

### Final
| Pos. | No. | Piloto            | Equipo                       | Tiempo   | Pts |
| ---- | --- | ----------------- | ---------------------------- | -------- | --- |
| 1    | 5   | Mattias Ekström   | EKS RX                       | 4:17.809 | 8   |
| 2    | 1   | Petter Solberg    | Petter Solberg World RX Team | +1.142   | 5   |
| 3    | 21  | Timmy Hansen      | Team Peugeot-Hansen          | +2.624   | 4   |
| 4    | 71  | Kevin Hansen      | Peugeot Hansen Academy       | +3.815   | 3   |
| 5    | 7   | Timur Timerzyanov | World RX Team Austria        | +28.651  | 2   |
| 6    | 13  | Andreas Bakkerud  | Hoonigan Racing Division     | +29.186  | 1   |

## RX Lites

### Series
| Pos. | No. | Piloto              | Equipo         | Q1  | Q2  | Q3  | Q4  | Pts |
| ---- | --- | ------------------- | -------------- | --- | --- | --- | --- | --- |
| 1    | 8   | Simon Wågø Syversen | Set Promotion  | 5º  | 1º  | 3º  | 6º  | 16  |
| 2    | 13  | Cyril Raymond       | Olsbergs MSE   | 1º  | 8º  | 1º  | 8º  | 15  |
| 3    | 52  | Simon Olofsson      | Simon Olofsson | 4º  | 3º  | 10º | 1º  | 14  |
| 4    | 99  | Joachim Hvaal       | JC Raceteknik  | 3º  | 4º  | 6º  | 2º  | 13  |
| 5    | 69  | Sondre Ejven        | JC Raceteknik  | 7º  | 2º  | 4º  | 4º  | 12  |
| 6    | 33  | Tejas Hirani        | Olsbergs MSE   | 6º  | 9º  | 5º  | 3º  | 11  |
| 7    | 40  | Dan Rooke           | Olsbergs MSE   | 9º  | 5º  | 8º  | 5º  | 10  |
| 8    | 18  | Ali Türkkan         | Toksport WRT   | 10º | 6º  | 9º  | 7º  | 9   |
| 9    | 64  | Saeed Bintouq       | Olsbergs MSE   | 8º  | 7º  | 7º  | 10º | 8   |
| 10   | 16  | Thomas Bryntesson   | JC Raceteknik  | 2º  | 10º | 2º  | 9º  | 7   |

### Semifinales
Semifinal 1
| Pos. | No. | Piloto              | Equipo         | Tiempo   | Pts |
| ---- | --- | ------------------- | -------------- | -------- | --- |
| 1    | 52  | Simon Olofsson      | Simon Olofsson | 4:42.115 | 6   |
| 2    | 69  | Sondre Evjen        | JC Raceteknik  | +0.482   | 5   |
| 3    | 8   | Simon Wågø Syversen | Set Promotion  | +1.120   | 4   |
| 4    | 40  | Dan Rooke           | Olsbergs MSE   | +1.424   | 3   |
| 5    | 64  | Saeed Bintouq       | Olsbergs MSE   | +2.827   | 2   |

Semifinal 2
| Pos. | No. | Piloto            | Equipo        | Tiempo   | Pts |
| ---- | --- | ----------------- | ------------- | -------- | --- |
| 1    | 13  | Cyril Raymond     | OlsbergsMSE   | 4:38.970 | 6   |
| 2    | 99  | Joachim Hvaal     | JC Raceteknik | +1.742   | 5   |
| 3    | 16  | Thomas Bryntesson | JC Raceteknik | +2.365   | 4   |
| 4    | 33  | Tejas Hirani      | Olsbergs MSE  | +3.257   | 3   |
| 5    | 18  | Ali Türkkan       | Toksport WRT  | +5.223   | 2   |

### Final
| Pos. | No. | Piloto              | Equipo         | Tiempo   | Pts |
| ---- | --- | ------------------- | -------------- | -------- | --- |
| 1    | 13  | Cyril Raymond       | Olsbergs MSE   | 4:41.401 | 8   |
| 2    | 16  | Thomas Bryntesson   | JC Raceteknik  | +1.609   | 5   |
| 3    | 52  | Simon Olofsson      | Simon Olofsson | +2.293   | 4   |
| 4    | 99  | Joachim Hvaal       | JC Raceteknik  | +3.926   | 3   |
| 5    | 8   | Simon Wågø Syversen | Set Promotion  | +5.452   | 2   |
| 6    | 69  | Sondre Evjen        | JC Raceteknik  | DNF      | 1   |

## Campeonatos tras la prueba
| Pos | Piloto               | Pts | Dif |
| --- | -------------------- | --- | --- |
| 1   | Mattias Ekström      | 105 |     |
| 2   | Petter Solberg       | 100 | +5  |
| 3   | Johan Kristoffersson | 70  | +35 |
| 4   | Sébastien Loeb       | 63  | +42 |
| 5   | Toomas Heikkinen     | 60  | +45 |

| Pos | Piloto              | Pts | Dif |
| --- | ------------------- | --- | --- |
| 1   | Cyril Raymond       | 75  |     |
| 2   | Thomas Bryntesson   | 72  | +3  |
| 3   | Joachim Hvaal       | 64  | +11 |
| 4   | Simon Olofsson      | 62  | +13 |
| 5   | Simon Wågø Syversen | 58  | +17 |

- Nota: Sólo se incluyen las cinco posiciones principales.

| Prueba previa: World RX de Bélgica 2016      | Temporada 2016 del Campeonato Mundial de Rallycross | Siguiente prueba: World RX de Noruega 2016      |
| Prueba previa: World RX de Gran Bretaña 2015 | World RX de Gran Bretaña                            | Siguiente prueba: World RX de Gran Bretaña 2017 |

- Datos: Q25315542
- Multimedia: 2016 World RX of Great Britain / Q25315542